# Szépfalu (Szlovákia)
Szépfalu (más néven Sunyava, szlovákul: Šuňava, németül: Schönau) falu Szlovákiában, az Eperjesi kerületben, a Poprádi járásban. Alsószépfalu és Felsőszépfalu 1974. évi egyesítésével keletkezett.

## Fekvése
Poprádtól 16 km-re nyugatra fekszik.

## Története
Szépfalu területét 1269-ben kapta adományba a liptói Bogomir comes és a német jog alapján 1298 körül telepítették be, ekkor „villa Sonav” néven említik. A 14. században a Szentiványi, később a létánfalvi család birtoka. 1321-ben „Schonaw”, „Schonau” neveken említik. 1321. szeptember 22-én  Bogomír fia Dénes örökségét – a későbbi Felsőszépfalut – a létánfalvi karthauzi rendnek adta. Ezután a lehnici karthauzi kolostor tulajdonába került, majd – még 1398 előtt – a selmeci kolostor kapta meg a birtokot. Szent Simon és Júdás apostolok tiszteletére szentelt templomát 1398-ban említik. Ugyanebben az évben a falut „Schovna”, „Sunyava” néven írják.
A 15. században érkeznek a birtok közvetlen szomszédságába a német jog alapján új telepesek. Innentől kezdve már két faluról: Alsó- és Felsőszépfaluról szólnak a  krónikák.
A trianoni diktátumig mindkét település Szepes vármegye Szepesszombati járásához tartozott.
Alsó- és Felsőszépfalut 1974-ben egyesítették.

## Népessége
| Év:            | 1994. | 2004.   | 2014.   | 2024.   |
| -------------- | ----- | ------- | ------- | ------- |
| Emberek száma: | 1818  | 1914    | 1987    | 1957    |
| Eltérés:       |       | +5,28 % | +3,81 % | -1,50 % |

| Év:            | 2023. | 2024.   |
| -------------- | ----- | ------- |
| Emberek száma: | 1961  | 1957    |
| Eltérés:       |       | -0,20 % |

2001-ben 1887 lakosából 1843 szlovák volt.
2011-ben 1936 lakosából 1836 szlovák volt.
2021-ben 1957 lakosából 1 (+1) magyar, 9 (+4) cigány, (+3) ruszin, 1860 szlovák, 7 (+4) egyéb és 80 ismeretlen nemzetiségű volt.

## Nevezetességei
- Alsószépfalu: Mindenszentek temploma 1765-ben épült késő barokk stílusban.
- Felsőszépfalu: Szent Miklós temploma 1832-ben épült barokk stílusban.

## Lásd még
- Alsószépfalu
- Felsőszépfalu